# Istiodactylus
Istiodactylus ("hřebenovitý prst") byl rod poměrně velkého pterodaktyloidního ptakoještěra, který žil v období spodní křídy na území dnešního Isle of Wight u jižního pobřeží Velké Británie (druh I. latidens) a také na území dnešní Číny (I. sinensis).

## Popis
Lebka tohoto pterosaura měřila na délku kolem 60 cm a rozpětí křídel je odhadováno až na 5 metrů. Vzhledem ke svému plochému a zaoblenému zobáku je tento létající plaz někdy nazýván "kachnozobým ptakoještěrem". Na rozdíl od vrubozobých ptáků však ústní dutina tohoto tvora obsahovala četné ostré zuby, které mu nejspíš sloužily k požírání ryb nebo mrtvých živočichů.

## Omyl jménemOrnithodesmus
Roku 1887 byla popsána fosilie z Isle of Wight jako pozůstatky pterosaura a tento nový druh byl Harry Govier Seeleym pojmenován jako Ornithodesmus cluniculus. Roku 1913 Reginald Walter Hooley popsal další pterosauří fosilii, kterou přiřadil k témuž rodu a pojmenoval ji jako Ornithodesmus latidens. V osmdesátých letech 20. století však bylo zjištěno, že Ornithodesmus je ve skutečnosti dromeosauridní teropod (dravý dinosaurus) a nikoliv pterosaur, jak se původně předpokládalo. Ornithodesmus cluniculus byl pod tímto jménem popsán jako první a podle pravidel mu tedy tento název právem náleží. Pro všechny skutečně pterosauří fosilie původně řazené do rodu Ornithodesmus muselo být vytvořeno rodové jméno nové, a vznikl Istiodactylus.

## Zařazení
Istiodactylus spadal do čeledi Istiodactylidae v rámci kladu Istiodactyliformes. Blízce příbuznými rody byly například menší čínské taxony Nurhachius a Liaoxipterus a geologicky mladší libanonský Mimodactylus.